# Regierung des Saarlandes
Die Regierung des Saarlandes ist die Landesregierung und damit die Exekutive des Saarlandes. Sie besteht aus dem Ministerpräsidenten und den Ministern. Seit einer Verfassungsänderung im Jahr 2001 können zudem Staatssekretäre als „weitere Mitglieder“ der Regierung berufen werden.
Seit dem 25. April 2022 ist die SPD-Alleinregierung unter Ministerpräsidentin Anke Rehlinger im Amt. Damit wird das Saarland als einziges Land in Deutschland nur von einer Partei anstatt einer Koalition mehrerer Parteien regiert.

## Verfassungsrechtliche Bestimmungen
Die wesentlichen Bestimmungen über die Landesregierung sind in den Artikeln 86 bis 95 der Verfassung des Saarlandes festgelegt. Danach wird der Ministerpräsident vom Landtag des Saarlandes gewählt. Die Minister und die der Regierung angehörigen Staatssekretäre werden vom Ministerpräsidenten mit Zustimmung des Landtags ernannt und entlassen.
Den Vorsitz in der Landesregierung hat der Ministerpräsident inne. Er vertritt das Saarland nach außen, legt die Geschäftsbereiche der Minister fest, bestimmt die Richtlinien der Politik und leitet die Geschäfte der Landesregierung nach Maßgabe der Geschäftsordnung. Die Landesregierung ernennt und entlässt die Beamten und Richter des Landes und übt das Begnadigungsrecht aus.
Für den kurzen Zeitraum vom Inkrafttreten der saarländischen Verfassung am 17. Dezember 1947 bis zur Bildung der ersten Landesregierung am 20. Dezember 1947 wurden die Aufgaben der Regierung durch die Verwaltungskommission des Saarlandes wahrgenommen (Art. 131 SVerf a. F.).

## Begrenzung der Amtszeit der Landesregierung
Bis 1979 war die Amtszeit einer Landesregierung nicht an die Dauer einer Legislaturperiode des Landtags gebunden. Im Rahmen einer größeren Verfassungsrevision durch Gesetz Nr. 1102, die am 28. Juli 1979 in Kraft trat, wurde die Amtsdauer der Regierung begrenzt: Sie läuft nun „mit dem Zusammentritt eines neuen Landtages“ ab.
Den Anstoß für diese Änderung gab das Ergebnis der Wahl zum 7. Landtag am 4. Mai 1975: Die bisher allein regierende CDU erhielt 25 Mandate im Landesparlament, SPD (22 Mandate) und FDP (drei) kamen zusammen ebenfalls auf 25 Sitze. Eine Mehrheit zur Bildung einer neuen Regierung kam zunächst nicht zustande, sodass die Regierung von Ministerpräsident Franz-Josef Röder (CDU) unverändert weiter amtierte. Erst mit dem Eintritt der FDP in die Regierung am 1. März 1977 löste sich das Patt auf. Zu einer Neuwahl des Ministerpräsidenten kam es dennoch nicht, da Amtsinhaber Röder einen Rücktritt ablehnte und sich seit seiner letztmaligen Wahl durch den Landtag am 13. Juli 1970 als ununterbrochen im Amt befindlich betrachtete. Lediglich die Ernennung drei neuer Minister wurde von der Regierungsmehrheit im Parlament bestätigt.
Die neue Regelung kam gleich nach der folgenden Landtagswahl 1980 zum Tragen: Mit der konstituierenden Sitzung des 8. Landtags am 21. Mai 1980 war die Amtszeit der Regierung abgelaufen. Ministerpräsident Werner Zeyer (CDU), seit dem Tod von Franz-Josef Röder 1979 dessen Nachfolger, hatte sich einer erneuten Wahl durch das Parlament zu stellen, um die Koalition von CDU und FDP fortsetzen zu können.

## Weitere Mitglieder der Landesregierung
Bis 2001 lautete Artikel 86 der saarländischen Landesverfassung „Die Landesregierung besteht aus dem Ministerpräsidenten und den Ministern“. Durch Gesetz Nr. 1478 wurde die Verfassung in diesem Punkt geändert, sodass seitdem auch Staatssekretäre als weitere Mitglieder der Landesregierung ernannt werden können. Ihre Zahl darf ein Drittel der Zahl der Minister nicht übersteigen. Nach Inkrafttreten dieser Regelung am 21. September 2001 wurden fünf Tage später mit Monika Beck und Karl Rauber (beide CDU) zum ersten Mal Staatssekretäre als Mitglieder der Landesregierung berufen.
Für die der Regierung angehörigen Staatssekretäre gelten bei ihrer Berufung und in ihren Amtsbefugnissen die gleichen Vorschriften wie für die Minister. Damit setzen sie sich von den übrigen Staatssekretären – die als oberste Beamte des Saarlandes der Regierung nicht angehören – ab:
- Die weiteren Mitglieder der Landesregierung leisten ihren Amtseid vor dem Landtag.
- Ihre Ernennung und Entlassung muss vom Landtag bestätigt werden.
- Sie haben Sitz und Stimme im Kabinett.
- Sie können als ordentliche Mitglieder des Bundesrates bestellt werden und dort als Stimmführer des Saarlandes auftreten.
- Ihre Amtszeit endet mit dem Zusammentritt eines neugewählten Landtags.

| Name              | Partei | Amt | Amtszeit                      |
| ----------------- | ------ | --- | ----------------------------- |
| Monika Beck       | CDU    | Staatssekretärin und Bevollmächtigte des Saarlandes beim Bund | 2001–2005                     |
| Karl Rauber       | CDU    | Staatssekretär, Chef der Staatskanzlei und Europabeauftragter der Landesregierung | 2001–2004                     |
| Wolfgang Schild   | CDU    | Staatssekretär im Ministerium für Justiz, Gesundheit und Soziales Staatssekretär im Ministerium für Justiz, Arbeit, Gesundheit und Soziales Staatssekretär im Ministerium der Justiz | 2004–2007 2007–2009 2009–2012 |
| Joachim Kiefaber  | FDP    | Staatssekretär im Ministerium für Wirtschaft und Wissenschaft | 2009–2012                     |
| Jürgen Barke      | SPD    | Staatssekretär im Ministerium für Wirtschaft, Arbeit, Energie und Verkehr | 2012–2022                     |
| Jürgen Lennartz   | CDU    | Staatssekretär, Chef der Staatskanzlei und Bevollmächtigter des Saarlandes beim Bund                                                                                                 | 2012–2019                     |
| Henrik Eitel      | CDU    | Staatssekretär, Chef der Staatskanzlei und Bevollmächtigter des Saarlandes beim Bund                                                                                                 | 2019–2022                     |
| David Lindemann   | SPD    | Staatssekretär, Chef der Staatskanzlei und Bevollmächtigter des Saarlandes für Europaangelegenheiten                                                                                 | seit 2022                     |
| Thorsten Bischoff | SPD    | Staatssekretär für Medienpolitik und Bevollmächtigter des Saarlandes beim Bund | seit 2022                     |

## Geschäftsverteilung der Landesregierung
- Ministerpräsidentin (angesiedelt in der Staatskanzlei)
- Ministerium für Wirtschaft, Innovation, Digitales und Energie
- Ministerium der Finanzen und für Wissenschaft
- Ministerium für Inneres, Bauen und Sport
- Ministerium für Arbeit, Soziales, Frauen und Gesundheit
- Ministerium für Bildung und Kultur
- Ministerium für Umwelt, Klimaschutz, Mobilität, Agrar und Verbraucherschutz
- Ministerium der Justiz

## Landesregierungen seit 1947
Aufgrund von neuen politischen Mehrheiten nach Landtagswahlen und Umbildungen der Regierung während einer Legislaturperiode amtierten im Saarland bisher folgende Kabinette:
| Regierung                      | Amtszeit  | Ministerpräsident/in             | Beteiligte Parteien                                            |
| ------------------------------ | --------- | -------------------------------- | -------------------------------------------------------------- |
| Kabinett Hoffmann I            | 1947–1951 | Johannes Hoffmann (CVP)          | CVP, SPS                                                       |
| Kabinett Hoffmann II           | 1951–1952 | Johannes Hoffmann (CVP)          | CVP                                                            |
| Kabinett Hoffmann III          | 1952–1954 | Johannes Hoffmann (CVP)          | CVP, SPS                                                       |
| Kabinett Hoffmann IV           | 1954–1955 | Johannes Hoffmann (CVP)          | CVP                                                            |
| Kabinett Welsch                | 1955–1956 | Heinrich Welsch (parteilos)      | –                                                              |
| Kabinett Ney                   | 1956–1957 | Hubert Ney (CDU)                 | CDU, DPS, SPD (bis 17. Dez. 1956) CDU, SPD (ab 17. Dez. 1956)  |
| Kabinett Reinert I             | 1957–1959 | Egon Reinert (CDU)               | CDU, DPS, SPD                                                  |
| Kabinett Reinert II            | 1959      | Egon Reinert (CDU)               | CDU, SPD, CVP                                                  |
| Kabinett Röder I               | 1959–1961 | Franz-Josef Röder (CDU)          | CDU, SPD                                                       |
| Kabinett Röder II              | 1961–1965 | Franz-Josef Röder (CDU)          | CDU, FDP/DPS                                                   |
| Kabinett Röder III             | 1965–1970 | Franz-Josef Röder (CDU)          | CDU, FDP/DPS                                                   |
| Kabinett Röder IV              | 1970–1974 | Franz-Josef Röder (CDU)          | CDU                                                            |
| Kabinett Röder V               | 1974–1977 | Franz-Josef Röder (CDU)          | CDU                                                            |
| Kabinett Röder VI              | 1977–1979 | Franz-Josef Röder (CDU)          | CDU, FDP/DPS                                                   |
| Kabinett Zeyer I               | 1979–1980 | Werner Zeyer (CDU)               | CDU, FDP/DPS                                                   |
| Kabinett Zeyer II              | 1980–1985 | Werner Zeyer (CDU)               | CDU, FDP/DPS                                                   |
| Kabinett Lafontaine I          | 1985–1990 | Oskar Lafontaine (SPD)           | SPD                                                            |
| Kabinett Lafontaine II         | 1990–1994 | Oskar Lafontaine (SPD)           | SPD                                                            |
| Kabinett Lafontaine III        | 1994–1998 | Oskar Lafontaine (SPD)           | SPD                                                            |
| Kabinett Klimmt                | 1998–1999 | Reinhard Klimmt (SPD)            | SPD                                                            |
| Kabinett Müller I              | 1999–2004 | Peter Müller (CDU)               | CDU                                                            |
| Kabinett Müller II             | 2004–2009 | Peter Müller (CDU)               | CDU                                                            |
| Kabinett Müller III            | 2009–2011 | Peter Müller (CDU)               | CDU, FDP/DPS, Grüne                                            |
| Kabinett Kramp-Karrenbauer I   | 2011–2012 | Annegret Kramp-Karrenbauer (CDU) | CDU, FDP/DPS, Grüne (bis 12. Jan. 2012) CDU (ab 12. Jan. 2012) |
| Kabinett Kramp-Karrenbauer II  | 2012–2017 | Annegret Kramp-Karrenbauer (CDU) | CDU, SPD                                                       |
| Kabinett Kramp-Karrenbauer III | 2017–2018 | Annegret Kramp-Karrenbauer (CDU) | CDU, SPD                                                       |
| Kabinett Hans                  | 2018–2022 | Tobias Hans (CDU)                | CDU, SPD                                                       |
| Kabinett Rehlinger             | seit 2022 | Anke Rehlinger (SPD)             | SPD                                                            |